# Principe de moindre action et relativité restreinte
En relativité restreinte, le principe de moindre action pour un point matériel donne des équations d'Euler-Lagrange très semblables à celles de la mécanique classique, mais le lagrangien n'est plus égal à la différence entre l'énergie cinétique et l'énergie potentielle. En fait, le principe de moindre action se base dans ce cas seulement sur l'existence d'une trajectoire continue, paramétrée par le temps, qui minimise une fonction ou la différence entre des fonctions du système étudié (on peut généraliser à un système de points), déterminées à partir de principes généraux, tels que par exemple : 
- Comme la trajectoire dans l'espace-temps ne dépend pas du référentiel par rapport auquel on l'observe, l'action qui la détermine, ainsi que les fonctions qui composent l'action, sont invariantes par changement de référentiel.
- L'indépendance de plusieurs corps implique l'additivité de leurs actions et de leurs lagrangiens, pour que les trajectoires puissent être déterminées séparément en appliquant la méthode variationnelle.

Il se trouve qu'en physique classique, ces fonctions du système sont les énergies cinétiques et potentielles, ce n'est plus le cas en relativité.
En physique relativiste, et en l'absence de champ électromagnétique, on montre que la fonction du corps qui est minimisée dans le principe est particulièrement simple : il s'agit de {\displaystyle ~-mc\tau ~~} où {\displaystyle ~\tau ~} est « temps propre » du trajet (temps s'écoulant dans le référentiel du corps au cours du trajet).

Minimiser l'action revient à maximiser le « temps propre », du fait du signe {\displaystyle -}, que la masse {\displaystyle ~m~} est positive et constante, et de la constance de la vitesse de la lumière {\displaystyle ~c~}.

Cela est aussi lié à la  « longueur généralisée » de la trajectoire, mesurée par la métrique de l'espace-temps de Minkowski[pas clair].
Un champ électromagnétique amène des différences de parcours entre les corps, suivant leurs charges et leurs répartitions.
 
Et comme en physique classique, toutes les équations peuvent être obtenues sans le principe de moindre action.

## Étude d'un point matériel

### Formulation analogue à celle de la mécanique non relativiste

#### Point matériel isolé (corps libre)
- En relativité restreinte, les corps évoluent dans l'espace-temps de Minkowski où chaque référentiel galiléen a ses coordonnées d'espace {\displaystyle ~x;y;z~} (repère généralement supposé cartésien orthonormé) et sa coordonnée de temps {\displaystyle ~t~}, subissant toutes une modification en cas de changement de référentiel galiléen.

Les coordonnées d'espace d'un point matériel {\displaystyle M} sont ici souvent notées {\displaystyle x_{i}} (où {\displaystyle i=1;2;3}), mais la comparaison avec la quadri-écriture nécessite une attention particulière car cette dernière utilise des indices écrits en haut (à ne pas confondre avec des exposants) puisque ce sont des quantités contravariantes.
On étudie ici le principe de moindre action sous la forme « classique » : {\displaystyle ~S=\int L(x_{i}(t);v_{i}(t),t)\ dt} , avec {\displaystyle ~v_{i}={\frac {dx_{i}}{dt}}~} (où {\displaystyle ~i=1;2;3}).
- De même qu'en mécanique non relativiste, l'homogénéité et l'isotropie de l'espace imposent que le lagrangien ne dépende que de la norme de la vitesse (ou son carré) : {\displaystyle ~L=L(\left\Vert {\vec {v}}\right\Vert ^{2})}.

L'invariance par changement de référentiel galiléen impose que l'action soit un scalaire vis-à-vis de la transformation de Lorentz ; ceci suggère une expression de la forme : {\displaystyle ~S\propto \int ds} avec l'élément d'espace-temps {\displaystyle ~ds={\sqrt {(c.dt)^{2}-(dx)^{2}-(dy)^{2}-(dz)^{2}}}}, c'est-à-dire : {\displaystyle ~S\propto \int {{\sqrt {1-\beta ^{2}}}\ dt}~} avec {\displaystyle ~\beta ={\frac {v}{c}}}.
♦ remarque : le minimum de l'action correspond ainsi à un mouvement dont la durée propre ({\displaystyle ~d\tau ~} telle que {\displaystyle ~ds=c\ d\tau }) pour le point étudié est extrémale.
- Pour les faibles vitesses :  {\displaystyle {\sqrt {1-\beta ^{2}}}\approx 1-{\frac {v^{2}}{2c^{2}}}} devrait logiquement redonner la limite non relativiste : {\displaystyle L={\frac {1}{2}}mv^{2}}. Or, les lois qui s'en déduisent (équations d'Euler-Lagrange) sont inchangées si on ajoute au lagrangien la dérivée totale d'une fonction ne dépendant que de la position et du temps, donc en particulier pour une constante.

On peut donc considérer :
correspondant au lagrangien :
♦ remarque : par construction, ceci peut décrire une particule matérielle, mais la description d'un photon nécessite une étude plus approfondie.

#### Impulsion et énergie
- Par définition l'impulsion {\displaystyle ~{\vec {p}}~} relativiste correspond à : {\displaystyle ~p_{i}={\frac {\partial L}{\partial v_{i}}}~} (où {\displaystyle ~i=1;2;3}) ; ainsi :

- De même qu'en mécanique non relativiste, le hamiltonien peut être défini par : {\displaystyle ~H=\sum _{i}\ p_{i}v_{i}-L={\vec {p}}.{\vec {v}}-L=\gamma mc^{2}={\sqrt {m^{2}c^{4}+c^{2}p^{2}}}~} (il doit être exprimé en fonction de l'impulsion).

Il correspond à une énergie, constante pour tout système dont le hamiltonien (le lagrangien) ne dépend pas explicitement du temps :
En particulier, pour {\displaystyle ~v=0}, l'énergie au repos est {\displaystyle ~E=mc^{2}}.
♦ remarque : par différence, l'énergie cinétique correspond à : {\displaystyle ~E_{c}=(\gamma -1)mc^{2}~} ; {\displaystyle ~E_{c}\approx {\frac {1}{2}}mv^{2}~} à l'approximation des faibles vitesses ; mais le lagrangien relativiste d'un point matériel isolé en diffère d'une constante.

#### Interaction avec unchamp électromagnétique
- L'expérience montre que les effets d'un champ électromagnétique peuvent être exprimés à l'aide d'un potentiel scalaire {\displaystyle \phi } et d'un potentiel vecteur {\displaystyle {\vec {A}}}.

Ceci correspond à un quadri-potentiel {\displaystyle ~{\tilde {A}}=({\frac {\phi }{c}},{\vec {A}})~} utilisé ici uniquement pour expliquer la forme du terme d'interaction dans le lagrangien. Ce terme doit dépendre de la vitesse (les effets magnétiques en dépendent) et être invariant de Lorentz.
Pour généraliser un déplacement {\displaystyle d{\vec {M}}} de coordonnées {\displaystyle dx_{i}} (avec {\displaystyle i=1;2;3}) on peut utiliser le quadri-déplacement {\displaystyle d{\tilde {M}}=(c\ dt;d{\vec {M}})}.
On peut alors proposer de décrire l'interaction d'une particule de charge {\displaystyle e} par un terme d'interaction proportionnel à : {\displaystyle e\ {\tilde {A}}\cdot d{\tilde {M}}=e\ \phi (x_{i},t)dt-e\ {\vec {A}}(x_{i},t)\cdot {\vec {v}}\ dt}.
Afin de retrouver dans la limite des faibles vitesses et sans effet magnétique : {\displaystyle L=E_{c}-U} avec {\displaystyle U=e\ \phi }, on considère ici le lagrangien :
- On en déduit une impulsion généralisée : {\displaystyle P_{i}={\frac {\partial L}{\partial v_{i}}}=p_{i}+e\ A_{i}}, soit {\displaystyle {\vec {P}}={\vec {p}}+e\ {\vec {A}}} en conservant la notation {\displaystyle {\vec {p}}=\gamma m{\vec {v}}}.

♦ remarque : on prendra donc soin de distinguer {\displaystyle {\vec {p}}} et {\displaystyle {\vec {P}}}.
- De même que pour un corps libre, le hamiltonien peut être défini par : {\displaystyle H=\sum _{i}\ P_{i}v_{i}-L={\vec {P}}.{\vec {v}}-L=\gamma mc^{2}+e\ \phi ={\sqrt {m^{2}c^{4}+c^{2}({\vec {P}}-e{\vec {A}})^{2}}}+e\ \phi } (il doit être exprimé en fonction de l'impulsion généralisée).

Il correspond à une énergie, constante pour tout système dont le hamiltonien (le lagrangien) ne dépend pas explicitement du temps :
Toutes les approximations aux petites vitesses devant {\displaystyle c} redonnent les résultats classiques.

#### Équations du mouvement
- Le mouvement est décrit par les équations d'Euler-Lagrange : {\displaystyle {\frac {dP_{i}}{dt}}={\frac {\partial L}{\partial x_{i}}}=e\ {\frac {\partial ({\vec {A}}\cdot {\vec {v}})}{\partial x_{i}}}-e\ {\frac {\partial \phi }{\partial x_{i}}}}.

Avec la notation gradient, ceci peut s'écrire sous la forme : {\displaystyle {\frac {d{\vec {P}}}{dt}}=e\ {\vec {\nabla }}({\vec {A}}\cdot {\vec {v}})-e\ {\vec {\nabla }}\phi }, avec par ailleurs (puisque {\displaystyle x_{i}} et {\displaystyle v_{i}} sont des variables indépendantes) : {\displaystyle {\vec {\nabla }}({\vec {A}}\cdot {\vec {v}})=({\vec {v}}\cdot {\vec {\nabla }}){\vec {A}}+{\vec {v}}\times ({\vec {\nabla }}\times {\vec {A}})} avec la notation rotationnel.
En outre, puisque la particule se déplace, la variation de {\displaystyle {\vec {A}}} en un point fixe donné est : {\displaystyle {\frac {\partial {\vec {A}}}{\partial t}}={\frac {d{\vec {A}}}{dt}}-({\vec {v}}\cdot {\vec {\nabla }}){\vec {A}}} ; ceci donne finalement :
{\displaystyle {\frac {d{\vec {p}}}{dt}}=e\ {\vec {E}}+e\ {\vec {v}}\times {\vec {B}}} avec {\displaystyle {\vec {E}}=-{\vec {\nabla }}\phi -{\frac {\partial {\vec {A}}}{\partial t}}} et {\displaystyle {\vec {B}}={\vec {\nabla }}\times {\vec {A}}}
♦ remarque : certains calculs sont plus pratiques en fonction de {\displaystyle {\vec {v}}} mais d'autres sont plus simples en fonction de {\displaystyle {\vec {p}}}.
♦ remarque : attention à ne pas confondre l'énergie {\displaystyle E} et le champ électrique {\displaystyle {\vec {E}}}.

#### Relation entre l'action et l'énergie impulsion
- De façon générale : {\displaystyle ~dS=L~dt=\sum _{i}\ P_{i}~dx_{i}-H~dt~}  (où {\displaystyle ~i=1;2;3}).

### Formulations quadrivectorielles

#### Notations
- Avec les notations quadri-vectorielles, un point {\displaystyle M} a des coordonnées d'espace-temps contravariantes {\displaystyle \ (x^{\alpha })=(ct;x;y;z)} avec {\displaystyle \ \alpha =(0;1;2;3)}. On note les indices quadri-vectoriels par des symboles grecs ; on utilise des indices latins pour désigner la partie spatiale des quadrivecteurs.

Nous adopterons la convention de sommation d'Einstein : sommation sous-entendue pour tout indice répété en haut et en bas : {\displaystyle U^{\alpha }V_{\alpha }=\Sigma _{\alpha =0}^{3}U^{\alpha }V_{\alpha }}.
On note {\displaystyle \eta _{\alpha \beta }} la matrice de la métrique permettant d'abaisser les indices (les termes non diagonaux sont nuls) : {\displaystyle (\eta _{00}=1;\eta _{ii}=-1)}. Ainsi pour un quadri-vecteur {\displaystyle \ (U^{0};U^{1};U^{2};U^{3})\ } on obtient : {\displaystyle U_{\alpha }=\eta _{\alpha \beta }U^{\beta }\ } c'est-à-dire : {\displaystyle \ U_{0}=U^{0}} et {\displaystyle \ U_{i}=-U^{i}}. On note {\displaystyle \eta ^{\alpha \beta }} la matrice inverse permettant d'élever les indices (les termes non diagonaux sont nuls) : {\displaystyle (\eta ^{00}=1;\eta ^{ii}=-1)}.
En particulier pour deux quadri-vecteurs {\displaystyle \ (U^{0};U^{1};U^{2};U^{3})\ } et {\displaystyle \ (V^{0};V^{1};V^{2};V^{3})}, on définit le produit scalaire {\displaystyle \ {\tilde {U}}\cdot {\tilde {V}}=\eta _{\alpha \beta }U^{\alpha }V^{\beta }=U^{\alpha }V_{\alpha }=V^{0}.U^{0}-V^{1}.U^{1}-V^{2}.U^{2}-V^{3}.U^{3}} et la (pseudo)-norme : {\displaystyle \ \Vert {\tilde {U}}\Vert ^{2}={\tilde {U}}\cdot {\tilde {U}}=(U^{0})^{2}-(U^{1})^{2}-(U^{2})^{2}-(U^{3})^{2}}.
De manière similaire, on écrira : {\displaystyle \partial ^{\alpha }={\frac {\partial }{\partial x_{\alpha }}}}  et {\displaystyle \partial _{\alpha }={\frac {\partial }{\partial x^{\alpha }}}}.
- Pour décrire le mouvement d'un point matériel, on peut continuer à paramétrer la quadri-position en fonction du temps : {\displaystyle \ x^{\alpha }(t)} (dans ce cas {\displaystyle \ x^{0}(t)} est « inutile ») ; mais on peut aussi utiliser un autre paramètre, en particulier si on souhaite une formulation invariante de Lorentz.

On peut choisir de paramétrer par le temps propre {\displaystyle \tau } ou selon l'élément d'espace temps tel que {\displaystyle ds=c\ d\tau }. Certains calculs formels sont toutefois moins évidents dans ce cas : il est alors possible de choisir un paramètre {\displaystyle \sigma } « quelconque », quitte à imposer ensuite {\displaystyle \sigma =\tau } ou {\displaystyle \sigma =s}.
- Il existe toutefois, entre les notations non relativistes et les notations quadri-vectorielles, des différences de conventions de notations pouvant causer des confusions de signes. Il semble ne pas exister de consensus dans la communauté scientifique pour privilégier un choix particulier de notations (principalement parce que cela n'a pas d'influence sur les lois physiques qui s'en déduisent). Les différentes approches sont précisées dans ce qui suit.

#### Méthode se cantonnant aux propriétés de base
- De nombreux physiciens définissent l'énergie-impulsion indépendamment du principe de moindre action et se limitent à utiliser les propriétés de base de ce dernier pour montrer comment les deux sont liés (par exemple S. Weinberg ; Gravitation and cosmology : « Il apparaît ... que les {\displaystyle x^{\alpha }} obéissent à ces équations du mouvement et nous concluons donc que cela qualifie l'expression utilisée pour l'action comme appropriée pour ce système » ).

♦ remarque : le principe de moindre action n'est en rien indispensable à l'établissement des lois physiques (il n'est qu'une façon, parfois pratique, de les décrire).
- Compte tenu des détails indiqués dans les autres parties, on traite ici directement le cas avec champ électromagnétique (considéré comme imposé par l'extérieur).

- Avec {\displaystyle V^{\alpha }={\frac {dx^{\alpha }}{d\tau }}}, l'action peut s'écrire : {\displaystyle S=-mc\int ds-e\int A_{\alpha }V^{\alpha }d\tau =-mc\int {\sqrt {\eta _{\alpha \beta }dx^{\alpha }dx^{\beta }}}-e\int A_{\alpha }dx^{\alpha }}.

- On peut utiliser : {\displaystyle \delta S=-mc\int {\frac {\eta _{\alpha \beta }dx^{\alpha }\delta (dx^{\beta })}{\sqrt {\eta _{\alpha \beta }dx^{\alpha }dx^{\beta }}}}~-~e\int A_{\alpha }~\delta (dx^{\alpha })=-m\int V_{\alpha }~d(\delta x^{\alpha })~-~e\int A_{\alpha }~d(\delta x^{\alpha })}.

L'intégration par parties donne : {\displaystyle \delta S=-\left[(mV_{\alpha }+eA_{\alpha })~\delta x^{\alpha }\right]+\int {\frac {d(mV_{\alpha }+eA_{\alpha })}{d\sigma }}\delta x^{\alpha }d\sigma }.
Pour des {\displaystyle \delta x^{\alpha }} nuls aux extrémités du mouvement : {\displaystyle \delta S=\int \eta _{\alpha \beta }{\frac {d(mV^{\alpha }+eA^{\alpha })}{d\sigma }}\delta x^{\beta }d\sigma }.
- Pour des {\displaystyle \delta x^{\alpha }} quelconques durant le mouvement, la condition d'extremum {\displaystyle ~\delta S=0~} impose les équations du mouvement : {\displaystyle {\frac {d(mV^{\alpha }+eA^{\alpha })}{d\sigma }}=0}.

On obtient en particulier une quadri-vitesse constante pour un point matériel isolé : {\displaystyle {\frac {dV^{\alpha }}{d\sigma }}=0}.
♦ remarque : on paramètre généralement par {\displaystyle \tau } mais on peut ici en principe utiliser un paramètre {\displaystyle \sigma } « quelconque ».
♦ remarque : ici encore, la description d'un photon nécessite d'utiliser un autre paramètre car {\displaystyle ~d\tau =0~} donc {\displaystyle V^{\alpha }} n'est pas défini ; en outre, la méthode doit être adaptée pour éviter qu'un terme (quel qu'il soit) proportionnel à {\displaystyle d\tau } apparaisse au dénominateur.

#### Formulation la plussimplement ressemblanteà celle sans quadri-écriture pour un corps libre
- Ce qui précède suggère qu'on peut raisonner en paramétrant par {\displaystyle \tau } (ou par {\displaystyle s} qui lui est proportionnel) et que le principe de Hamilton peut s'écrire à l'aide d'un lagrangien {\displaystyle L(x^{\alpha }(\tau );V^{\alpha }(\tau );\tau )} avec {\displaystyle V^{\alpha }={\frac {dx^{\alpha }}{d\tau }}}.

De nombreux physiciens utilisent alors : {\displaystyle \ L=-mc\ {\sqrt {\eta _{\alpha \beta }V^{\alpha }V^{\beta }}}=-mc^{2}}. Avec {\displaystyle \ ds={\sqrt {\eta _{\alpha \beta }dx^{\alpha }dx^{\beta }}}}, l'action minimisée entre deux points de l'espace-temps {\displaystyle \ S=\int _{A}^{B}L\ d\tau =-mc\int _{A}^{B}ds} montre que le chemin suivi par la particule pour aller du point A au point B est celui qui maximise le temps propre (le terme négatif {\displaystyle -mc} transforme la minimisation de {\displaystyle \ S=-mc\int _{A}^{B}ds} en maximisation de {\displaystyle \int _{A}^{B}ds}).
Cette écriture peut sembler formelle dans la mesure où {\displaystyle {\sqrt {\eta _{\alpha \beta }V^{\alpha }V^{\beta }}}=c} semble indiquer qu'on cherche l'extrémum d'une « constante » (fonction indépendante de la position et de la vitesse). En fait il faut distinguer la quadri-distance {\displaystyle ds} et le paramètre {\displaystyle \tau } (ou {\displaystyle s}) utilisé.
- Les quantités candidates pour définir la quadri-impulsion « conjuguée » {\displaystyle P_{\alpha }} semblent alors être (mais cela reste à préciser) : {\displaystyle {\frac {\partial L}{\partial V^{\alpha }}}=-mc{\frac {V_{\alpha }}{\sqrt {\eta _{\alpha \beta }V^{\alpha }V^{\beta }}}}=-mV_{\alpha }}.

L'utilisation d'un autre paramètre aboutit au même résultat.
- Or la comparaison avec la mécanique non relativiste (étayée par la description sans quadri-écriture) indique une énergie-impulsion {\displaystyle ~p^{\alpha }=mV^{\alpha }~} ; le signe ne correspond pas. Raisonner avec une impulsion généralisée {\displaystyle ~P^{\alpha }=-p^{\alpha }~} (ou l'analogue pour les composantes covariantes ; la métrique {\displaystyle \eta _{\alpha \beta }} n'influence pas les équations) semble au moins contre-intuitif.

- Rien toutefois n'interdit de raisonner avec les quantités {\displaystyle ~P_{\alpha }={\frac {\partial L}{\partial V^{\alpha }}}=-mV_{\alpha }~}, même s'il peut devenir ambigu de continuer à les nommer "impulsions" (mais cette habitude est ancrée depuis longtemps).

C'est d'ailleurs le choix de certains physiciens comme Cornelius Lanczos (The Variational Principles of Mechanics).
- Puisque le lagrangien d'un point matériel isolé est indépendant de la position, les équations d'Euler-Lagrange donnent alors pour lois du mouvement : {\displaystyle {\frac {dP_{\alpha }}{d\tau }}=0} (constantes du mouvement).

- Le carré de la "norme" de cette quadri-impulsion est en outre : {\displaystyle P^{\alpha }P_{\alpha }=p^{\alpha }p_{\alpha }=m^{2}~V^{\alpha }V_{\alpha }=m^{2}c^{2}}, donc conforme à la relation usuelle : {\displaystyle E^{2}-c^{2}p^{2}=m^{2}c^{4}}.

- Le hamiltonien correspondant (à ne pas confondre avec celui de la formulation non quadrivectorielle) peut être défini par : {\displaystyle ~H=P_{\alpha }V^{\alpha }-L=-mc^{2}+mc^{2}=0~}. Écrit ainsi il ne décrit pas une énergie, mais il est vrai que ce rôle est ici dédié à {\displaystyle P^{0}}.

#### Formulation la plussimplement ressemblanteà celle sans quadri-écriture dans unchamp électromagnétique
- Le champ électromagnétique peut être décrit à l'aide d'un quadri-vecteur, appelé quadri-potentiel électromagnétique, {\displaystyle A^{\alpha }} dont l'interaction avec la particule de charge {\displaystyle e} se manifeste sous forme lagrangienne par un terme {\displaystyle -e~A_{\alpha }dx^{\alpha }}.

En paramétrant par {\displaystyle \tau } le lagrangien relativiste peut donc s'écrire :
{\displaystyle L=-mc~{\sqrt {V_{\alpha }V^{\alpha }}}-e~A_{\alpha }V^{\alpha }}
- En posant {\displaystyle F_{\alpha \beta }=\partial _{\alpha }A_{\beta }-\partial _{\beta }A_{\alpha }} tenseur champ électromagnétique (et {\displaystyle F_{~\beta }^{\alpha }=\eta ^{\alpha \gamma }~F_{\gamma \beta }}), les équations d'Euler-Lagrange donnent les équations du mouvement de la particule :

{\displaystyle m~{\frac {dV^{\alpha }}{d\tau }}=e~F_{~\beta }^{\alpha }V^{\beta }}
- Le tenseur champ électromagnétique {\displaystyle F_{\alpha \beta }} comporte 16 composantes ; puisqu'il est antisymétrique par construction, les composantes diagonales sont nulles et seules six des autres sont indépendantes.

On les note généralement par deux « pseudo-notations vectorielles tridimensionnelles » :
• Champ électrique : {\displaystyle {\vec {E}}=c~.\left(F^{10},F^{20},F^{30}\right)} ; par exemple : {\displaystyle E^{1}=-\partial _{1}\phi -{\frac {\partial A^{1}}{\partial t}}=c~\partial ^{1}A^{0}-c~\partial ^{0}A^{1}}.
• Champ magnétique : {\displaystyle {\vec {B}}=\left(F^{32},F^{13},F^{21}\right)} ; par exemple : {\displaystyle B^{1}=\partial _{2}A^{3}-\partial _{3}A^{2}=-\partial ^{2}A^{3}+\partial ^{3}A^{2}}.
En décomposant la relation précédente pour l'exprimer avec ces notations, on retrouve la force de Lorentz sous son écriture habituelle : {\displaystyle {\frac {d{\vec {p}}}{dt}}=e\ {\vec {E}}+e\ {\vec {v}}\times {\vec {B}}}.
♦ remarque : vis-à-vis des transformations spatiales dans {\displaystyle \mathbb {R} ^{3}}, {\displaystyle {\vec {E}}} se comporte comme un vecteur et {\displaystyle {\vec {B}}} se comporte comme un pseudovecteur ; vis-à-vis des transformations spatio-temporelles galiléennes dans {\displaystyle \mathbb {R} ^{4}} il faut appliquer la transformation de Lorentz sur l'objet global {\displaystyle F_{\alpha \beta }}.
♦ remarque : attention à ne pas confondre l'énergie {\displaystyle E} et le champ électrique {\displaystyle {\vec {E}}}.
- On obtient donc les équations du mouvement correctes, mais avec la quadri-impulsion « contre intuitive » : {\displaystyle P_{\alpha }={\frac {\partial L}{\partial V^{\alpha }}}=-mV_{\alpha }-e~A_{\alpha }}, c'est-à-dire : {\displaystyle P^{\alpha }=-p^{\alpha }-e~A^{\alpha }}.

- Le carré de la « norme » de la quadri-impulsion permet d'écrire : {\displaystyle \ p^{\alpha }p_{\alpha }=(-P^{\alpha }-eA^{\alpha }).(-P_{\alpha }-eA_{\alpha })=m^{2}c^{2}}, donc « vaguement » conforme à la relation usuelle, mais avec la convention de signe inversée : {\displaystyle (-E_{tot}-e\phi )^{2}-c^{2}.(-{\vec {P}}-e{\vec {A}})^{2}=m^{2}c^{4}}.

- Le hamiltonien correspondant peut être défini par : {\displaystyle H=P_{\alpha }V^{\alpha }-L=-mc^{2}+mc^{2}=0}. Écrit ainsi il ne décrit pas une énergie, mais il est vrai que ce rôle est ici dédié à {\displaystyle P^{0}}.

#### Formulation en changeant la convention de signe de l'impulsion
- Pour contourner ce problème de signe, certains physiciens (par exemple J.M. Raimond ; Électromagnétisme et Relativité ; cours à l'E.N.S.) suggèrent d'adapter la méthode de Hamilton en changeant la convention de signe de l'impulsion :

{\displaystyle {\mathcal {P}}_{\alpha }=-\partial _{\alpha }S=-{\frac {\partial L}{\partial V^{\alpha }}}=mV_{\alpha }+e~A_{\alpha }}
Bien sûr cela nécessite d'adapter les signes dans d'autres équations, entre autres celles d'Euler-Lagrange : {\displaystyle ~{\frac {d{\mathcal {P}}_{\alpha }}{d\tau }}=-{\frac {\partial L}{\partial x_{\alpha }}}~}.
- Par la même méthode que celle utilisée dans la partie précédente, on obtient dans ce cas : {\displaystyle \ p^{\alpha }p_{\alpha }=({\mathcal {P}}^{\alpha }-eA^{\alpha }).({\mathcal {P}}_{\alpha }-eA_{\alpha })=m^{2}c^{2}}, donc conforme à la relation usuelle : {\displaystyle (E_{tot}-e\phi )^{2}-c^{2}.({\vec {\mathcal {P}}}-e{\vec {A}})^{2}=m^{2}c^{4}}.

- En modifiant de façon concordante l'expression du hamiltonien, on obtient de même : {\displaystyle H=-{\mathcal {P}}_{\alpha }V^{\alpha }-L=-mc^{2}+mc^{2}=0}.

#### Formulation en changeant la convention de signe de l'action
- Pour contourner le problème de signe, d'autres physiciens (par exemple B. Houchmandzadeh ; Théorie de la Relativité ; cours à l'université de Grenoble) suggèrent de changer le signe de l'action, dont en fait seule la condition d'extremum est utilisée (contrairement à ce que suggère le « principe de moindre action », qu'il faudrait peut être plutôt nommer « principe d'action stationnaire »).

{\displaystyle L=mc~{\sqrt {V_{\alpha }V^{\alpha }}}+e~A_{\alpha }V^{\alpha }}
♦ remarque : cet effet ne peut pas être obtenu en utilisant la métrique en notation anglo-saxonne ({\displaystyle ds^{2}=dx^{2}+dy^{2}+dz^{2}-c^{2}\ dt^{2}}) car elle est associée à plusieurs modifications de signes qui se compensent (ce qui semble assez logique pour des notations « covariantes »).
♦ remarque : il faut dans ce cas changer le signe de tous les termes de l'action (y compris le terme du champ électromagnétique étudié dans la suite pour obtenir les équations de Maxwell).
- On obtient dans ce cas naturellement :

{\displaystyle P_{\alpha }={\frac {\partial L}{\partial V^{\alpha }}}=mV_{\alpha }+e~A_{\alpha }}
- Il peut sembler « incorrect » d'utiliser pour l'action relativiste une expression dont la limite aux faibles vitesses ne redonne pas (ici uniquement pour le signe) l'expression non relativiste. Toutefois, l'expression du lagrangien n'est a priori pas unique : l'important est que ce dernier prédise des lois physiques dont la limite redonne les lois non relativistes, ce qui est le cas ici.

#### Formulation quadratique (lagrangiengéodésique)
- Si on paramètre par {\displaystyle \tau }, on peut multiplier le lagrangien par {\displaystyle {\frac {ds}{c~d\tau }}=1}. On obtient ainsi pour un point matériel isolé le lagrangien quadratique {\displaystyle L=m~{\frac {ds^{2}}{d\tau ^{2}}}=m~\eta _{\alpha \beta }V^{\alpha }V^{\beta }}.

Par construction, pour les faibles vitesses, l'action ainsi obtenue tend (au signe près) vers l'expression non relativiste. Par contre cela correspondrait à une impulsion inadaptée : {\displaystyle P_{\alpha }={\frac {\partial L}{\partial V^{\alpha }}}=2mV_{\alpha }}.
- On convient alors généralement (par exemple : R. K. Nesbet ; Variational Principles and Methods ; P. Tourrenc ; Relativité et Gravitation) de multiplier le lagrangien par {\displaystyle {\frac {1}{2}}}, ce qui donne une expression de forme analogue à celle du cas non relativiste (généralement nommée lagrangien géodésique) :

{\displaystyle L={\frac {1}{2}}m~\eta _{\alpha \beta }V^{\alpha }V^{\beta }}
♦ remarque : un avantage important de cette expression, quadratique mais sans radical, est de simplifier un certain nombre de calculs de mouvements.
♦ remarque : On peut reprocher à l'action ainsi définie de ne pas tendre vers l'expression non relativiste dans la limite des faibles vitesses (non seulement pour le signe, mais aussi pour le facteur {\displaystyle {\frac {1}{2}}}). Toutefois, le résultat tend vers la limite non relativiste d'une autre façon : sa forme est analogue, vis-à-vis du paramètre {\displaystyle \tau }, à celle du cas non relativiste vis-à-vis du paramètre {\displaystyle t}. Or {\displaystyle \tau } tend vers {\displaystyle t} pour les faibles vitesses. De ce fait, les équations du mouvement qui s'en déduisent tendent alors vers les lois non relativistes.
- On peut traiter ainsi le cas plus général d'une particule en interaction avec un champ électromagnétique (sans oublier qu'il faut changer le signe de tous les termes) :

{\displaystyle L={\frac {1}{2}}m~V_{\alpha }V^{\alpha }+e~A_{\alpha }V^{\alpha }}
- Ceci correspond à l'impulsion (donnant correctement les équations du mouvement vues précédemment, ce qui en suivant sur ce point le raisonnement de S. Weinberg « qualifie l'expression utilisée pour l'action comme appropriée pour ce système ») :

{\displaystyle P_{\alpha }={\frac {\partial L}{\partial V^{\alpha }}}=mV_{\alpha }+e~A_{\alpha }}
- On peut en outre dans ce cas considérer le hamiltonien (exprimé en fonction le l'impulsion généralisée) :

{\displaystyle H=\eta _{\alpha \beta }P^{\alpha }V^{\beta }-L={\frac {1}{2m}}\eta _{\alpha \beta }(P^{\alpha }-e~A^{\alpha })(P^{\beta }-e~A^{\beta })}
- Conformément à la méthode de Hamilton, ceci redonne : {\displaystyle {\frac {\partial H}{\partial P_{\alpha }}}=V^{\alpha }}. En outre, dans la mesure où le hamiltonien ne dépend pas explicitement de {\displaystyle \tau }, il correspond à une constante du mouvement : {\displaystyle H={\frac {mc^{2}}{2}}}.

#### Description d'un photon
- La description corpusculaire d'un photon peut être étudiée à partir de celle d'une particule massive, en passant à la limite pour {\displaystyle m\rightarrow 0}. Ceci n'est possible qu'avec un lagrangien quadratique, sinon il apparait forcément {\displaystyle d\tau =0} au dénominateur.

Avec une notation quadratique, l'action d'une particule massive peut s'écrire : {\displaystyle S={\frac {m}{2}}\int {\frac {ds^{2}}{d\tau ^{2}}}d\tau ={\frac {1}{2}}\int \eta _{\mu \nu }p^{\mu }dx^{\nu }} avec l'impulsion {\displaystyle p^{\mu }=mV^{\mu }={\frac {m}{\sqrt {1-\beta ^{2}}}}{\frac {dx^{\mu }}{dt}}}.
Le point délicat pour un photon est l'indétermination de {\displaystyle V^{\mu }} due à la limite {\displaystyle \beta \rightarrow 1} quand {\displaystyle ~m\rightarrow 0}. Puisque la relation {\displaystyle ~E^{2}=m^{2}c^{4}+c^{2}p^{2}~} donne la limite {\displaystyle ~E=h\nu =cp~} pour l'énergie-impulsion d'un photon, la limite cherchée pour {\displaystyle ~v\rightarrow c~}  peut être obtenue en substituant : {\displaystyle {\frac {m}{\sqrt {1-\beta ^{2}}}}\rightarrow {\frac {h\nu }{c^{2}}}}.
Ceci donne : {\displaystyle ~S={\frac {h\nu }{2c^{2}}}\int \eta _{\mu \nu }v^{\mu }v^{\nu }dt~~} avec {\displaystyle ~v^{\mu }={\frac {dx^{\mu }}{dt}}~} donc un lagrangien quadratique paramétré par {\displaystyle t} :
{\displaystyle L={\frac {h\nu }{2c^{2}}}\eta _{\alpha \beta }v^{\alpha }v^{\beta }}
♦ remarque : la méthode peut s'adapter à la relativité générale, mais avec un paramètre (là encore imposé) différent de {\displaystyle t}.
- Puisque {\displaystyle ~{\frac {\partial L}{\partial x^{\alpha }}}=0~} ceci donne pour un photon l'impulsion constante : {\displaystyle p_{\alpha }={\frac {\partial L}{\partial v^{\alpha }}}={\frac {h\nu }{c^{2}}}v_{\alpha }}.

- On obtient par ailleurs le hamiltonien (exprimé en fonction de l'impulsion) : {\displaystyle H=\eta _{\alpha \beta }p^{\alpha }v^{\beta }-L={\frac {c^{2}}{2h\nu }}\eta _{\alpha \beta }p^{\alpha }p^{\beta }=L}.

Ceci donne, conformément aux relations de Hamilton : {\displaystyle ~{\frac {\partial H}{\partial p_{\alpha }}}=v^{\alpha }}.

## Étude d'un «champ de force»
- En physique classique, l'influence d'un corps sur un autre se transmet instantanément ; avec l'arrivée de l'électromagnétisme de Maxwell et plus encore avec celle de la relativité restreinte, l'influence se transmet au maximum à la vitesse de la lumière (dans le vide).

Ainsi, entre le corps influent et le corps influencé, il se propage quelque chose dans l'espace, en général à la vitesse de la lumière, dont l'effet est un changement de trajectoire du corps influencé.
Suivant quelles propriétés ce champ (appelé ainsi car il décrit une grandeur physique définie en chaque point de l'espace) est-il créé, se propage-t-il, est-il influencé par son environnement, etc ?
On peut répondre à ces questions à l'aide du principe de moindre action.
- À partir du potentiel électromagnétique, le premier groupe des équations de Maxwell se démontre sans difficulté : l'équation de Maxwell-Faraday et l'équation de conservation du flux magnétique.

♦ remarque : dans cette partie, puisqu'on ne se préoccupe pas de l'énergie-impulsion des particules chargées, on utilise la convention de signe négatif du lagrangien (il se trouve que tous les termes sont négatifs).

### Invariance de jauge du potentiel et du tenseur électromagnétiques
- Si on remplace le quadri-potentiel électromagnétique {\displaystyle ~A_{\alpha }~} par le quadri-potentiel {\displaystyle ~A'_{\alpha }=A_{\alpha }+\partial _{\alpha }\varphi ~} où {\displaystyle ~\varphi ~} est une fonction quelconque des coordonnées, alors le terme d'interaction du lagrangien devient {\displaystyle ~L'=L-e~\partial _{\alpha }\varphi ~.V^{\alpha }~} et l'action {\displaystyle ~S'=S-e~\int _{\tau _{i}}^{\tau _{f}}\partial _{\alpha }\varphi ~.dx^{\alpha }=S-e~.(\varphi (x^{\alpha }(\tau _{f}))-\varphi (x^{\alpha }(\tau _{i})))}.

♦ remarque : ne pas confondre {\displaystyle ~\varphi ~} avec le potentiel « scalaire » {\displaystyle ~\phi =c~A^{0}}.
- En appliquant la méthode variationnelle qui compare les chemins en gardant les extrémités fixes, le terme {\displaystyle ~\varphi (x^{\alpha }(\tau _{f}))-\varphi (x^{\alpha }(\tau _{i}))~} est éliminé.

Ainsi les deux potentiels {\displaystyle ~A_{\alpha }~} et {\displaystyle ~A'_{\alpha }=A_{\alpha }+\partial _{\alpha }\varphi ~} donnent les mêmes équations du mouvement : cette propriété caractérise ce qu'on nomme « invariance de jauge ».
On constate d'ailleurs que dans les équations du mouvement, le tenseur champ électromagnétique {\displaystyle ~F_{\alpha \beta }~} est invariant de jauge : {\displaystyle ~F'_{\alpha \beta }=\partial _{\alpha }A'_{\beta }-\partial _{\beta }A'_{\alpha }=\partial _{\alpha }A_{\beta }-\partial _{\beta }A_{\alpha }+\partial _{\alpha }\partial _{\beta }\varphi -\partial _{\beta }\partial _{\alpha }\varphi =\partial _{\alpha }A_{\beta }-\partial _{\beta }A_{\alpha }=F_{\alpha \beta }~} puisque selon le théorème de Schwarz : {\displaystyle ~\partial _{\alpha }\partial _{\beta }=\partial _{\beta }\partial _{\alpha }}.
♦ remarque : la grandeur généralement nommée « champ électromagnétique » est le tenseur champ électromagnétique ; il peut se déduire du potentiel et la description des phénomènes électromagnétiques peut se faire à l'aide de l'un ou l'autre (le principe de moindre action utilise le potentiel, mais il n'est pas indispensable à la description des lois physiques) ; au sens général, rien n'interdit de considérer le potentiel comme un « champ vectoriel » mais ce n'est pas l'usage.
♦ remarque : cette équivalence des descriptions par le champ tensoriel ou le potentiel vectoriel a été discutée à propos de l'effet Aharonov-Bohm.

### Densité lagrangienne et équations d'Euler-Lagrange associées
- Un champ correspond à une grandeur physique ayant une valeur en chaque point de l'espace, on ne peut donc pas le repérer comme un point matériel et le décrire par des coordonnées {\displaystyle ~x^{\alpha }(\tau )~} et leurs dérivées {\displaystyle ~V^{\alpha }}.

Le potentiel quadri-vectoriel peut être décrit par ses coordonnées {\displaystyle ~A_{\alpha }~} pour chaque point de l'espace : {\displaystyle ~A_{\alpha }(x^{\beta })~}.
Les quantités jouant un rôle analogue à celui de la vitesse sont les dérivées des coordonnées : {\displaystyle ~{\frac {\partial A_{\alpha }}{\partial x^{\beta }}}=\partial _{\beta }A_{\alpha }}.
Ainsi les coordonnées {\displaystyle ~x^{\alpha }~} du point où on décrit le potentiel jouent le rôle de paramètres (analogues du paramètre {\displaystyle ~\tau ~} de la position du point matériel sur sa trajectoire).
♦ remarque : on peut en principe aussi utiliser les coordonnées  contra-variantes {\displaystyle ~A^{\alpha }~} mais cela complique inutilement certains calculs.
- L'action d'un champ peut alors s'écrire sous la forme : {\displaystyle ~S={\frac {1}{c}}\int _{\mathcal {V}}\Lambda (A_{\alpha };\partial _{\beta }A_{\alpha })~d\Omega ~}, où {\displaystyle ~{\mathcal {V}}~} est le quadri-volume dans lequel on applique la méthode variationnelle et où {\displaystyle ~d\Omega =dx^{0}.dx^{1}.dx^{2}.dx^{3}=c.dt.dx^{1}.dx^{2}.dx^{3}~} est l'élément infinitésimal de quadri-volume.

La fonction {\displaystyle ~\Lambda ~} est appelée « densité lagrangienne » (si on applique totalement l'analogie formelle, elle pourrait en principe aussi dépendre explicitement des paramètres {\displaystyle ~x^{\alpha }~}).
♦ remarque : le coefficient {\displaystyle ~{\frac {1}{c}}~} dans l'expression de l'action sert à définir {\displaystyle ~\Lambda ~} comme une densité volumique d'énergie (on intègre sur {\displaystyle ~ct}).
- Par une démonstration semblable à celle déjà vue dans le cas d'un corps localisable, et en utilisant la convention de sommation d'Einstein, on obtient les équations d'Euler-Lagrange pour la densité lagrangienne :

{\displaystyle \partial _{\beta }{\frac {\partial \Lambda }{\partial (\partial _{\beta }A_{\alpha })}}-{\frac {\partial \Lambda }{\partial A_{\alpha }}}=0}

### Tenseur impulsion-énergie d'un champ
• La densité lagrangienne {\displaystyle ~\Lambda =\Lambda (A_{\alpha };\partial _{\beta }A_{\alpha })~} associée au champ électromagnétique étant donnée, on peut (de manière analogue à la construction du hamiltonien associé à l'énergie d'une particule) définir un « tenseur énergie-impulsion » associé au champ :
{\displaystyle T_{~\alpha }^{\gamma }={\frac {\partial \Lambda }{\partial (\partial _{\gamma }A_{\beta })}}.\partial _{\alpha }A_{\beta }-\delta _{~\alpha }^{\gamma }\Lambda }
- De même que le hamiltonien décrit une énergie constante s'il ne dépend pas explicitement du paramètre {\displaystyle \tau }, le tenseur énergie-impulsion décrit une grandeur « conservée » s'il ne dépend pas explicitement des paramètres {\displaystyle x^{\alpha }} :

{\displaystyle \partial _{\gamma }T_{~\alpha }^{\gamma }=0}
- La quantité : {\displaystyle ~w=T_{~0}^{0}={\frac {\partial \Lambda }{\partial (\partial _{0}A_{\beta })}}.\partial _{0}A_{\beta }-\Lambda ~} décrit une « densité d'énergie » et les quantités {\displaystyle ~\Pi ^{k}=c~.T_{~0}^{k}=c~{\frac {\partial \Lambda }{\partial (\partial _{k}A_{\beta })}}.\partial _{0}A_{\beta }~(k=1;2;3)~} décrivent les composantes d'un vecteur « densité de courant d'énergie » {\displaystyle ~{\vec {\Pi }}}.

L'équation {\displaystyle ~\partial _{\gamma }T_{~0}^{\gamma }=0~} est une « équation de conservation de l'énergie » : localement, la variation dans le temps de la densité d'énergie {\displaystyle ~w~} dans un volume infinitésimal est égale au flux entrant de la densité de courant d'énergie {\displaystyle ~\Pi ^{k}~} à travers la surface entourant ce volume (d'après le théorème d'Ostrogradski).
{\displaystyle {\frac {\partial w}{\partial t}}+div(~{\vec {\Pi }}~)=0}
♦ remarque : les composantes {\displaystyle T_{~0}^{\gamma }} ne définissent par contre pas un quadri-vecteur (c'est pour cela qu'on utilise la grandeur tensorielle {\displaystyle T_{~\alpha }^{\gamma }}).

### Densité lagrangienne d'un champ électromagnétique libre
- La densité lagrangienne décrivant le champ électromagnétique est :

{\displaystyle \Lambda _{em}=-{\frac {1}{4\mu _{0}}}F^{\alpha \beta }F_{\alpha \beta }}

### Les équations du champ électromagnétique
- L'hypothèse de ce paragraphe est qu'il y a un courant {\displaystyle ~J^{\alpha }} de particules chargées (même s'il n'y en a éventuellement qu'une seule) ; on n'étudie donc pas le champ « libre » mais directement le champ en interaction  avec des charges.

On suppose le courant « non influencé » par le champ électromagnétique. Avec cette condition, on étudie les variations de l'action associées aux variations du champ (décrit par le potentiel).
♦ remarque : ceci signifie que, pour nettement simplifier les calculs, on étudie les variations de l'action associées aux variations du 4-potentiel (sans faire varier les mouvements des particules chargées) ; de façon analogue, l'étude de particules chargées subissant un champ électromagnétique se fait en supposant le champ fixé (sans faire varier le 4-potentiel, qui pourtant peut être modifié par les courants associés aux mouvements des charges) ; cette séparation est possible car les termes associés aux deux types de variations se factorisent séparément.
- Dans la densité lagrangienne, le terme d'interaction peut ici s'écrire : {\displaystyle -A_{\alpha }J^{\alpha }}. La densité lagrangienne à utiliser est ainsi :

{\displaystyle \Lambda =-A_{\alpha }J^{\alpha }-{\frac {1}{4\mu _{0}}}F^{\alpha \beta }F_{\alpha \beta }}
- Les équations d'Euler-Lagrange donnent :

{\displaystyle \partial _{\alpha }F^{\alpha \beta }=\mu _{0}~J^{\beta }}
- Pour {\displaystyle ~\beta =0~} on obtient : {\displaystyle ~\partial _{\alpha }F^{\alpha 0}=\mu _{0}~J^{0}}.

Mais puisque {\displaystyle ~F^{00}=0~} il reste : {\displaystyle ~\partial _{k}F^{k0}={\frac {\partial _{k}E^{k}}{c}}=\mu _{0}~\rho ~c}.
Avec {\displaystyle ~\mu _{0}c^{2}={\frac {1}{\varepsilon _{0}}}~} ceci donne l'équation de Maxwell-Gauss : {\displaystyle ~\mathrm {div} ~{\vec {E}}~=~{\frac {\rho }{\varepsilon _{0}}}}.
- Pour {\displaystyle ~\beta =k=1;2;3~} on obtient : {\displaystyle ~\partial _{0}F^{0k}+\partial _{i}F^{ik}=-{\frac {1}{c^{2}}}{\frac {\partial E^{k}}{\partial t}}+\partial _{i}F^{ik}=\mu _{0}~j^{k}}.

Par ailleurs pour {\displaystyle ~k=1~} (par exemple ; de même pour les autres indices) : {\displaystyle ~\partial _{2}F^{21}+\partial _{3}F^{31}=\partial _{2}B^{3}-\partial _{3}B^{2}=({\vec {\mathrm {rot} }}~{\vec {B}})^{1}}.
Au total ceci donne l'équation de Maxwell-Ampère : {\displaystyle ~{\overrightarrow {\mathrm {rot} }}~{\vec {B}}~=~\mu _{0}{\vec {j}}~+~\varepsilon _{0}\mu _{0}~{\frac {\partial {\vec {E}}}{\partial t}}}.
- En outre {\displaystyle ~\partial _{\alpha \beta }F^{\alpha \beta }=-\partial _{\alpha \beta }F^{\alpha \beta }=0~} puisque {\displaystyle ~F^{\alpha \beta }~} est antisymétrique et que le théorème de Schwarz {\displaystyle ~(\partial _{\beta \alpha }=\partial _{\alpha \beta })~} implique la symétrie.

On en déduit en corollaire l'équation de conservation de la charge :
{\displaystyle \partial _{\alpha }J^{\alpha }=0}
{\displaystyle {\frac {\partial \rho }{\partial t}}+\mathrm {div} ~{\vec {j}}~=0}

### Tenseur énergie-impulsion du champ électromagnétique
- De façon générale, on peut considérer : {\displaystyle ~T_{~\beta }^{\alpha }={\frac {\partial \Lambda }{\partial (\partial _{\alpha }A_{\mu })}}.\partial _{\beta }A_{\mu }-\delta _{~\beta }^{\alpha }\Lambda ~} avec dans ce cas : {\displaystyle ~\Lambda _{em}=-{\frac {1}{4\mu _{0}}}F^{\mu \nu }F_{\mu \nu }}.

On obtient : {\displaystyle ~{\frac {\partial \Lambda }{\partial (\partial _{\alpha }A_{\mu })}}=-{\frac {1}{\mu _{0}}}F^{\alpha \mu }~} ; ainsi : {\displaystyle ~T_{\alpha \beta }=-{\frac {1}{\mu _{0}}}\eta ^{\mu \nu }F_{\alpha \mu }.\partial _{\beta }A_{\nu }+{\frac {1}{4\mu _{0}}}\eta _{\alpha \beta }F^{\mu \nu }F_{\mu \nu }}.
- Ainsi déterminée, l'expression du tenseur énergie-impulsion est généralement dissymétrique ; on peut toutefois montrer qu'elle peut être symétrisée en lui ajoutant la dérivée {\displaystyle ~\partial _{\gamma }\Psi ^{\alpha \beta \gamma }~} d'un tenseur {\displaystyle ~\Psi ^{\alpha \beta \gamma }~} antisymétrique par rapport à {\displaystyle ~\alpha \gamma }.

Cela ne change rien à la propriété {\displaystyle ~\partial _{\alpha }T^{\alpha \beta }=0~} puisque {\displaystyle ~\partial _{\alpha \gamma }\Psi ^{\alpha \beta \gamma }=0~} (à la fois symétrique et antisymétrique). On peut en outre montrer que cela ne modifie pas les énergies et impulsions qui s'en déduisent par intégration (les contributions de {\displaystyle ~\Psi ^{\alpha \beta \gamma }~} sont de même nulles).
- Compte tenu de {\displaystyle ~\partial ^{\mu }F_{\alpha \mu }=0~} (on raisonne pour le champ électromagnétique seul) on peut ajouter {\displaystyle ~{\frac {1}{\mu _{0}}}F_{\alpha \mu }.\partial ^{\mu }A_{\beta }={\frac {1}{\mu _{0}}}\partial ^{\mu }(F_{\alpha \mu }A_{\beta })}.

Ceci done une formulation symétrique : {\displaystyle ~T_{\alpha \beta }=-{\frac {1}{\mu _{0}}}\eta ^{\mu \nu }F_{\alpha \mu }F_{\beta \nu }+{\frac {1}{4\mu _{0}}}\eta _{\alpha \beta }F^{\mu \nu }F_{\mu \nu }}.
♦ remarque : ici encore on rencontre divers choix de conventions de signe ; par exemple les notations anglo-saxonnes changent le signe de la définition de {\displaystyle ~\eta _{\alpha \beta }} ; il faut adapter les signes dans l'expression précédente (et de même si on change le signe de l'action).
- Ceci peut s'exprimer en considérant : {\displaystyle ~F^{\mu \nu }F_{\mu \nu }=F^{0i}F_{0i}+F^{i0}F_{i0}+F^{ij}F_{ij}~} avec :

{\displaystyle F^{0i}F_{0i}=F^{i0}F_{i0}=-{\frac {{\vec {E}}^{2}}{c^{2}}}}
{\displaystyle F^{ij}F_{ij}=2{\vec {B}}^{2}~} (avec les symboles de Levi-Civita et de Kronecker : {\displaystyle ~F^{ij}=\varepsilon ^{ijk}B_{k}~} ; {\displaystyle ~F_{ij}=-\varepsilon _{ijl}B^{l}~} ; {\displaystyle ~\varepsilon ^{ijk}\varepsilon _{ijl}=2~\delta _{~l}^{k}~} ; {\displaystyle ~-B_{k}B^{k}={\vec {B}}^{2}}).
AInsi {\displaystyle ~F^{\mu \nu }F_{\mu \nu }=-2~({\frac {{\vec {E}}^{2}}{c^{2}}}-{\vec {B}}^{2})}.
♦ remarque : on peut utiliser des indices covariants et contravariants, mais les symboles de Levi-Civita ne se comportent pas tout à fait comme des tenseurs : {\displaystyle ~\eta ^{il}\eta ^{jm}\eta ^{kn}\varepsilon _{lmn}=-\varepsilon ^{ijk}}.
- On en déduit la densité d'énergie : {\displaystyle ~w=T^{00}={\frac {1}{\mu _{0}}}{\frac {{\vec {E}}^{2}}{c^{2}}}-{\frac {1}{2~\mu _{0}}}({\frac {{\vec {E}}^{2}}{c^{2}}}-{\vec {B}}^{2})={\frac {\varepsilon _{0}{\vec {E}}^{2}}{2}}+{\frac {{\vec {B}}^{2}}{2\mu _{0}}}}.

De même la densité de « courant d'énergie » (associée au vecteur de poynting) : {\displaystyle ~\Pi ^{i}=c~T^{0i}=-{\frac {c}{\mu _{0}}}\eta _{kj}F^{0k}F^{ij}={\frac {1}{\mu _{0}}}E_{j}\varepsilon ^{ijl}B_{l}={\frac {[{\vec {E}}\times {\vec {B}}]^{i}}{\mu _{0}}}}.